# Rue Rondelet
La rue Rondelet est une voie située dans le quartier de Picpus du 12e arrondissement de Paris.

## Situation et accès
La rue Rondelet est accessible à proximité par les lignes de métro 1 et 8 à la station Reuilly - Diderot.

## Origine du nom
Elle porte le nom de l'architecte Jean-Baptiste Rondelet (1743-1829).

## Historique
Après avoir porté les noms de « cul-de-sac des Mousquetaires », puis « cul-de-sac de Siguerie » au XVIIe siècle, elle est indiquée sur le plan de Jouvin de Rochefort de 1672 sous le nom d'« impasse de Reuilly » car elle longeait le château de Reuilly sur 79 mètres.
Prolongée en 1856 jusqu'au boulevard Diderot, elle prend sa dénomination actuelle par décret du 10 août 1868.
Décret du 10 août 1868
« Napoléon, etc., 

Sur le rapport de notre ministre secrétaire d’État au département de l'Intérieur,
Vu l'ordonnance du 10 juillet 1816 ;
vu les propositions de M. le préfet de la Seine ;
Avons décrété et décrétons ce qui suit :
Article 8. — Les voies ci-après indiquées du 112e arrondissement  prendront les dénominations suivantes :
Sentier Saint-Antoine prendra le nom de rue Sibuet ;
« Impasse de Reuilly » prendra le nom de rue Rondelet ;
Rue des Moulins prendra le nom de rue Lamblardie ;
etc.
Article 17. — Notre ministre secrétaire d'État au département de l'Intérieur est chargé de l'exécution du présent décret.
Fait au palais de Fontainebleau, le 10 août 1868. »